# Northern Line
Northern Line (engelska: the Northern line, 'Northern-linjen' eller 'Norra linjen') är en linje som ingår i Londons tunnelbana. Delen mellan Stockwell och Borough öppnade 1890 och är den äldsta delen av de djupa linjerna i tunnelbanenätet. Det var den första av tunnelbanans linjer som konstruerades genom borrning djupt under ytan och den första som drevs med elektricitet. 
Linjen har funnits som en entitet sedan 1920-talet då den tidigast byggda delen, anlagd som City & South London Railway, slogs samman med den s.k. Hampstead tube som hade sin bakgrund i Charing Cross, Euston & Hampstead Railway. Linjen fick sitt nuvarande namn 1937 i anslutning till utbyggnadsprojektet Northern Heights project, vilket dock inte kom att realiseras fullständigt.
Linjen har färgen svart på tunnelbanekartan. Till största delen är denna linje på en djup nivå under gatunivå. Linjen har flest passagerare av alla Londons tunnelbanelinjer. Linjen är unik eftersom den delar på sig och har två olika turer genom centrala London. Av 52 stationer är 38 under jord. Linjen har Londons sydligaste tunnelbanestation, Morden, men inte den nordligaste. 18 stationer ligger söder om Themsen.
För övrigt så har just Northern Line en rad unika rekord där den station som har de djupaste hisschakten är Hampstead (före detta Heath Street) med sina 55 meter. Medan Chalkfarm, som är en annan station på Edgware-grenen är den grundaste underjordsstationen i hela linjenätet. Linjen har den längsta tunneln (27,8 km) i Londons tunnelbanenät och den längsta tågtunneln helt inom Storbritannien (Kanaltunneln är längre).
En annan unik märkvärdighet är att i Kennington finns en underjordisk rangerbangård som växlar tågen såväl norr som söderut till någon av dess 4 perronger under jord. Följden är att man i praktiken kan "byta tåg" och hela tiden komma tillbaka till samma station (Kennington loop). Det är dock ej tillåtet att åka så, eftersom tågen ofta gör stopp mitt ute i rangertunneln. 
När man åker Northern Line genom centrala London så markeras dessa av 2 helt olika rutter: Antingen "Via Charing Cross" (Via Charing +) eller "By Bank" som visas såväl på stationstavlorna och ombord på tågen. 
Tunnelbanetågen utgörs idag av 1995 Stock tillverkade av GEC Alstom och är formerade i en 6-vagnars uppsättning. Tågen kör automatiskt (ATO Automatic Train Operation), där föraren endast övervakar hur tåget beter sig. Detta innebär snabbare acceleration och snabbare stopp vilket medför högre hastighet och därmed passagerarkapacitet. Tågen är snarlika de tåg som återfinns på Jubilee Line.
En förlängning av linjen till Battersea söder om Themsen öppnade i september 2021 och planer finns på att kanske dela linjen i två någon gång i framtiden. För övrigt pågår en ständig upprustning av spår och perronger på Northern Line.

## Stationen Angel
Stationen Angel har en extra bred perrong. Förut fanns det ett spår på varje sida av en mittenperrong. Det ena spåret är ombyggt till bredare perrong. En ny tunnel är numera byggd med det andra spåret och perrongen.
Söder om Themsen finns idag de två återstående stationerna med smal mittperrong, likt den som försvann när Angel byggdes om. Dessa är Clapham North och Clapham Common. Angel har för övrigt de längsta rulltrapporna i Londons tunnelbana med en stighöjd av 27 meter och en längd av 60 meter.

## Bildgalleri

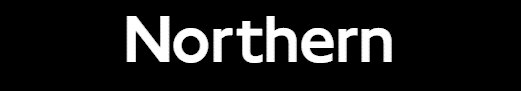
Flagglådan för Northern Line.
Geografiskt korrekt linjekarta över Northern Line.
- Ett tåg anländer Northern lines station Charing Cross år 1995.
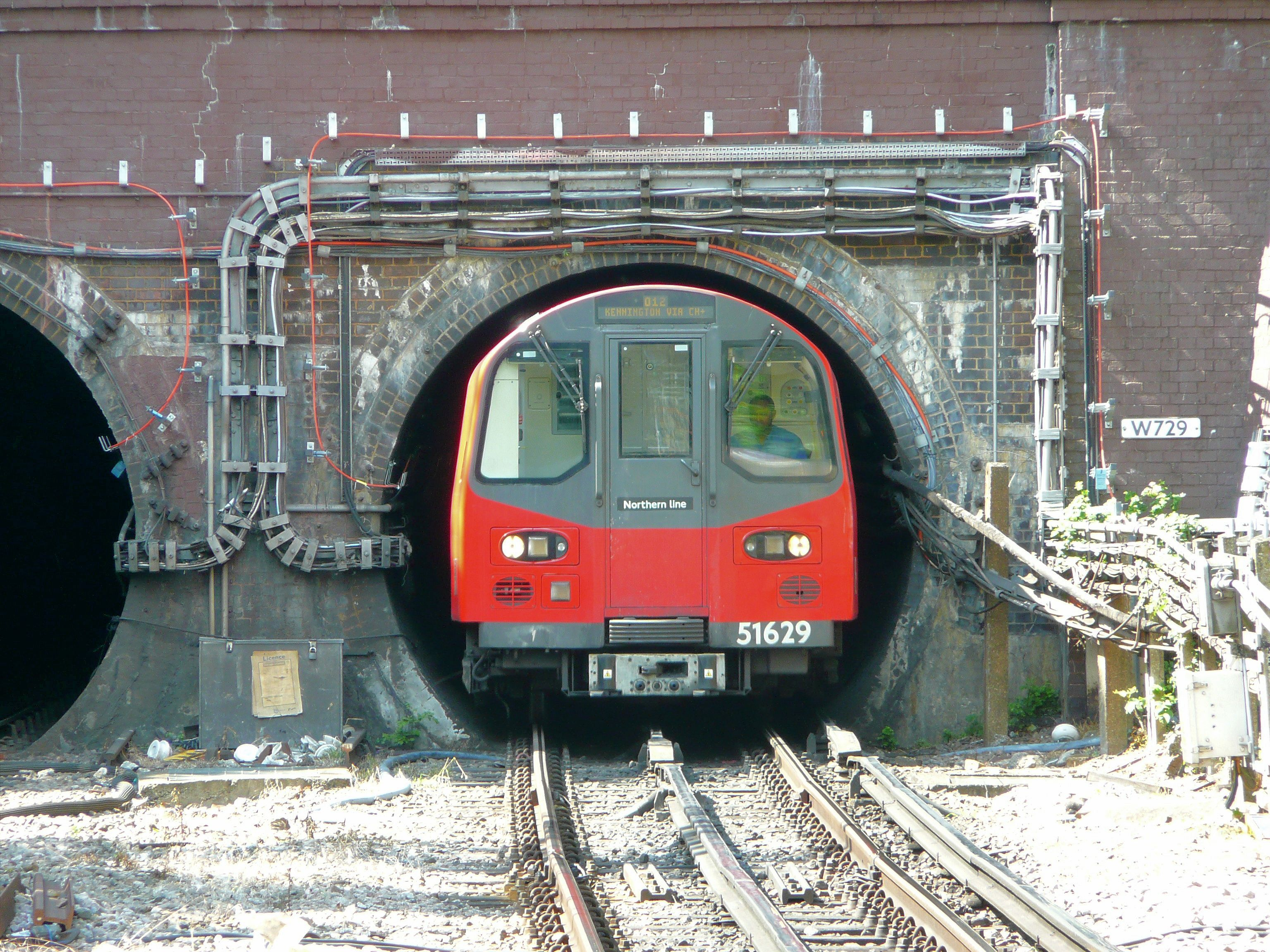
Northern Line-tåg kommer ut från det rundformade tunnelröret.
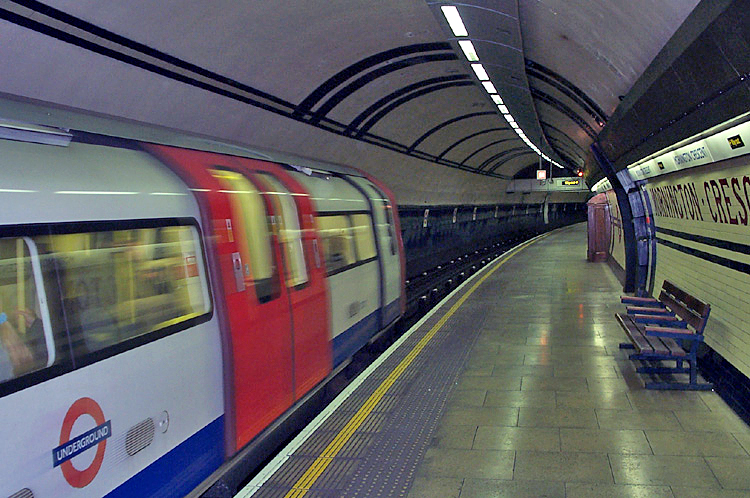
Mornington Crescent
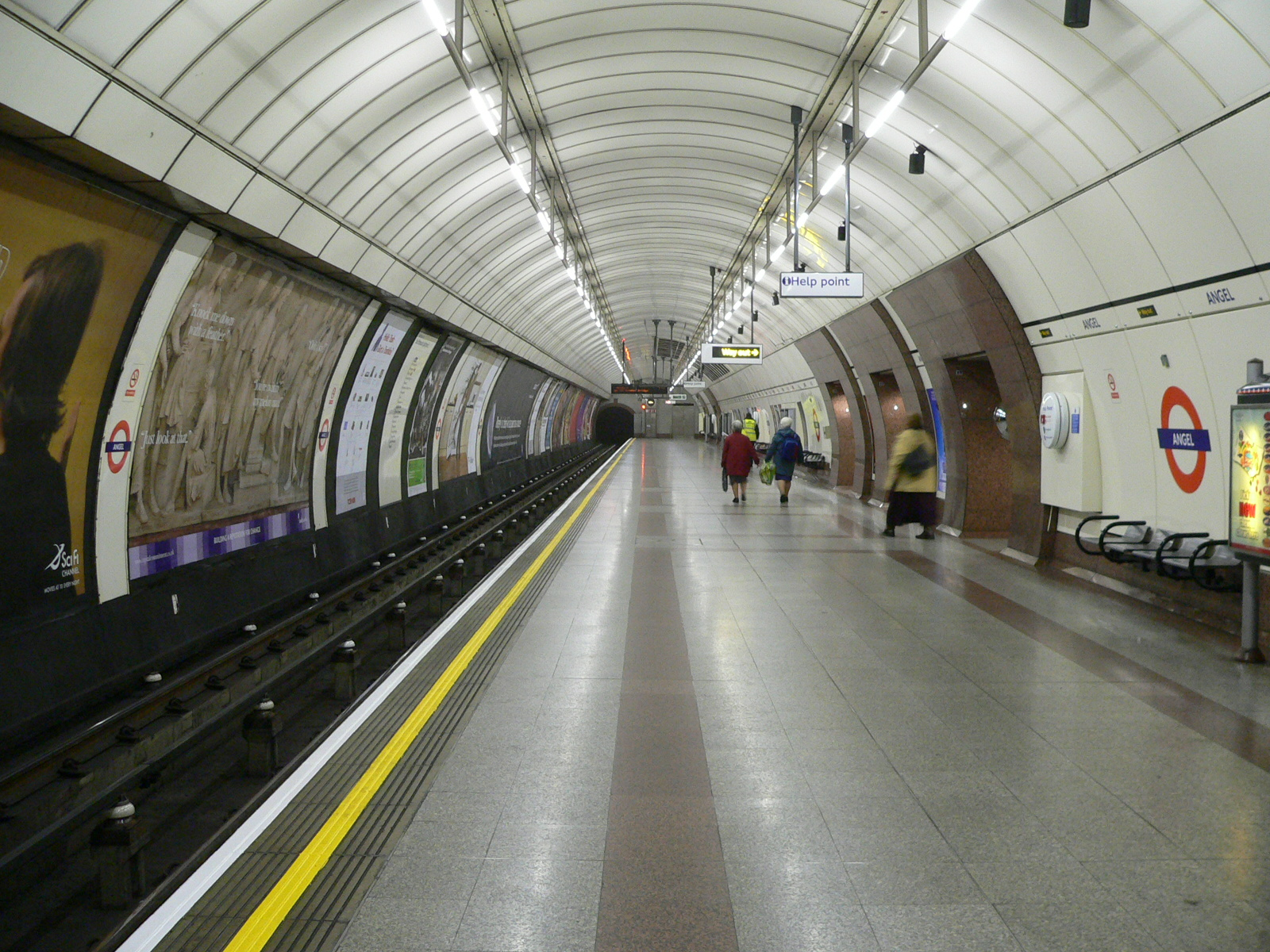
Den extra breda perrongen på stationen Angel.
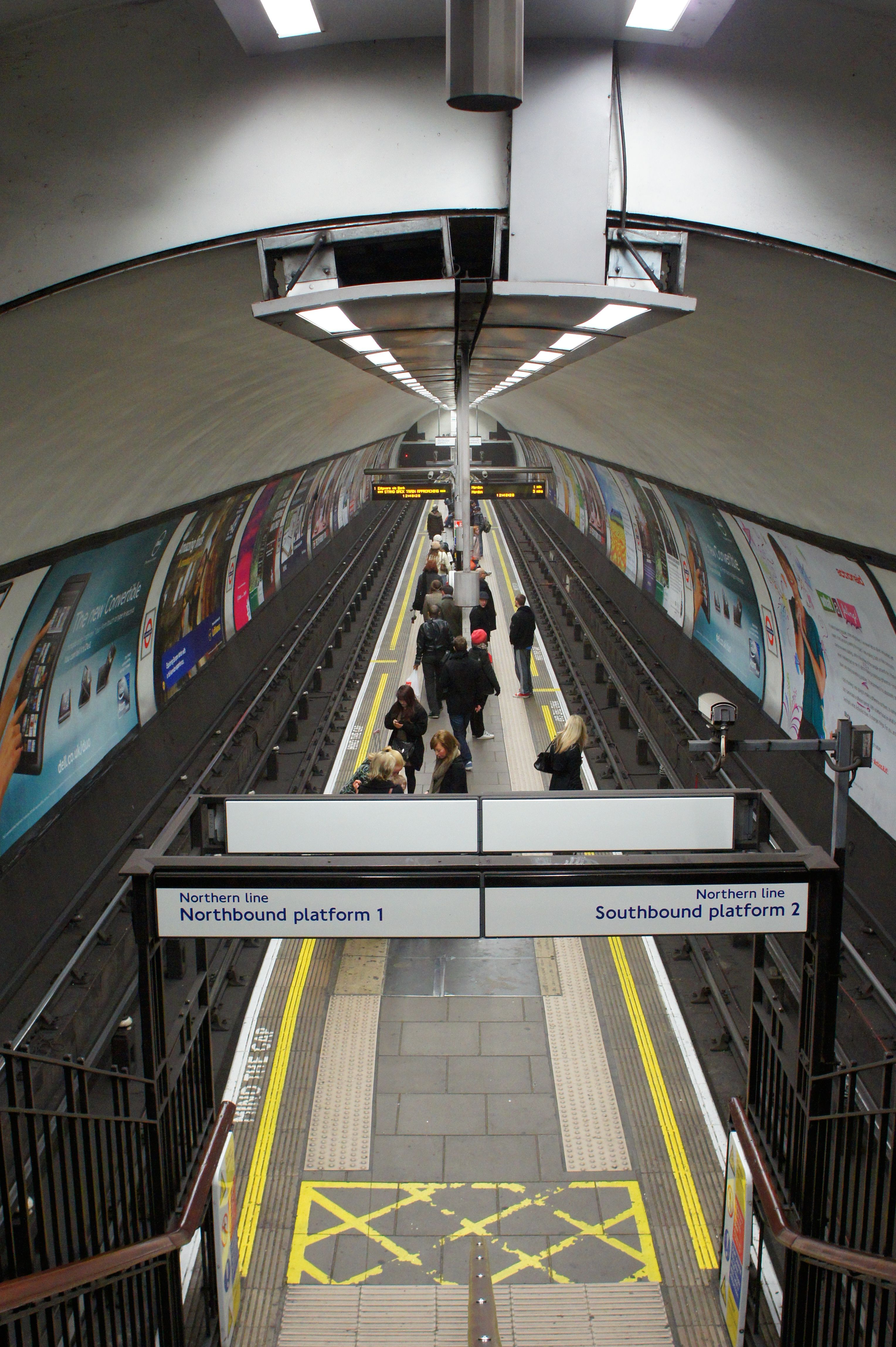
Clapham Common, en av två (den andra är Clapham North) stationer med smal mittperrong.
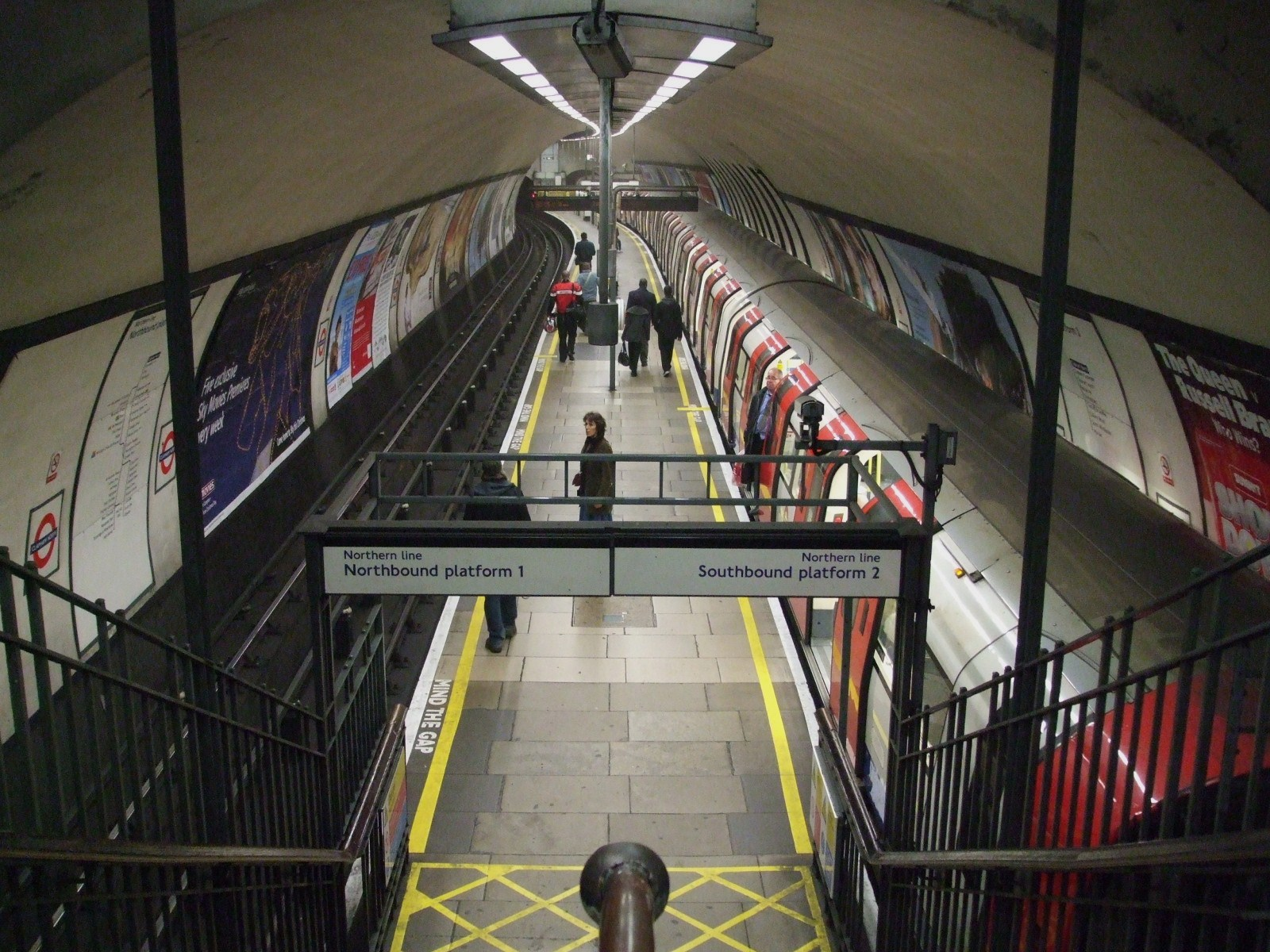
Clapham North, även den med smal perrong
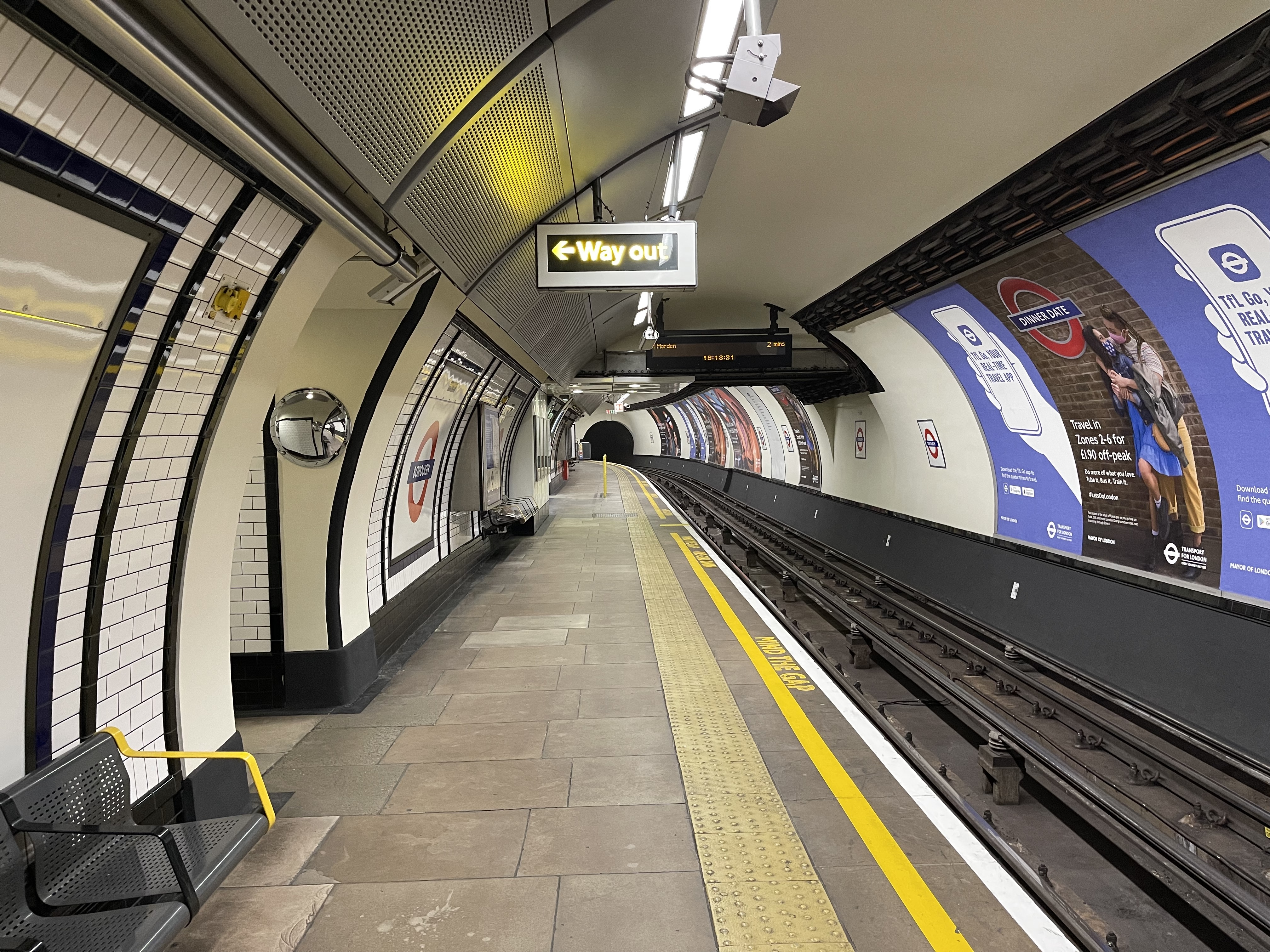
Borough från 1890, en av de första djupa stationerna.
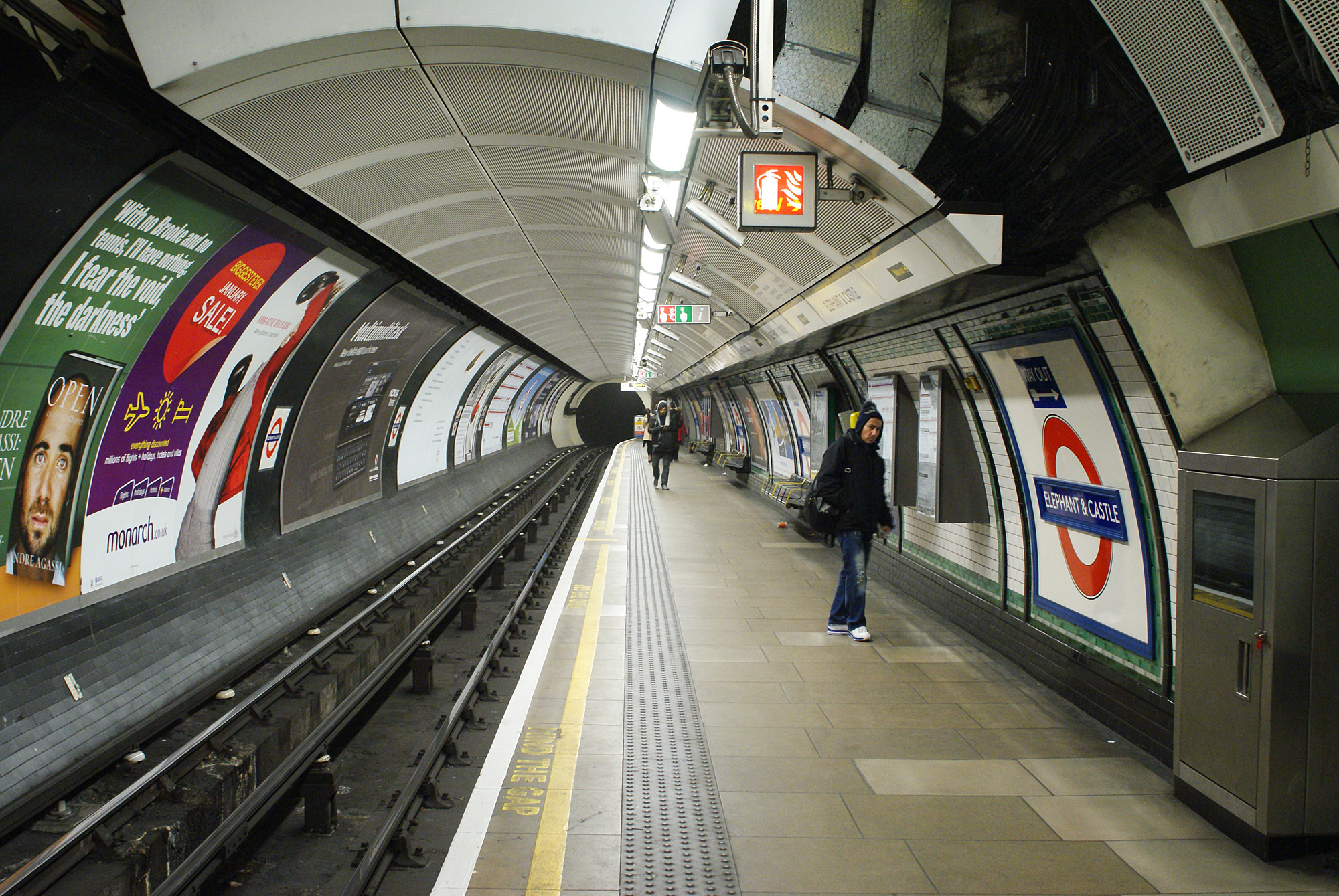
Elephant & Castle, även den från 1890.